# Malaysias Grand Prix 2000
Malaysias Grand Prix 2000, officiellt II Petronas Malaysian Grand Prix, var en Formel 1-tävling som hölls den 22 oktober 2000 på Sepang International Circuit i Kuala Lumpur, Malaysia. Loppet var det sista av 17 lopp ingående i formel 1-VM 2000. Det 56 varv långa loppet vanns av Ferraris Michael Schumacher som startade i pole position. David Coulthard blev tvåa för McLaren och tredjeplatsen gick till Schumachers stallkamrat Rubens Barrichello.

## Resultat

### Kval
| 1      | 3  | Michael Schumacher    | Ferrari            | 1:37.397 |        |
| 2      | 1  | Mika Häkkinen         | McLaren-Mercedes   | 1:37.860 | +0.463 |
| 3      | 2  | David Coulthard       | McLaren-Mercedes   | 1:37.889 | +0.492 |
| 4      | 4  | Rubens Barrichello    | Ferrari            | 1:37.896 | +0.499 |
| 5      | 12 | Alexander Wurz        | Benetton           | 1:38.644 | +1.247 |
| 6      | 22 | Jacques Villeneuve    | BAR-Honda          | 1:38.653 | +1.256 |
| 7      | 7  | Eddie Irvine          | Jaguar-Cosworth    | 1:38.696 | +1.319 |
| 8      | 9  | Ralf Schumacher       | Williams-BMW       | 1:38.739 | +1.342 |
| 9      | 6  | Jarno Trulli          | Jordan-Mugen-Honda | 1:38.909 | +1.512 |
| 10     | 5  | Heinz-Harald Frentzen | Jordan-Mugen-Honda | 1:38.988 | +1.591 |
| 11     | 23 | Ricardo Zonta         | BAR-Honda          | 1:39.158 | +1.761 |
| 12     | 8  | Johnny Herbert        | Jaguar-Cosworth    | 1:39.331 | +1.934 |
| 13     | 11 | Giancarlo Fisichella  | Benetton           | 1:39.387 | +1.990 |
| 14     | 18 | Pedro de la Rosa      | Arrows-Supertec    | 1:39.443 | +2.046 |
| 15     | 19 | Jos Verstappen        | Arrows-Supertec    | 1:39.489 | +2.092 |
| 16     | 10 | Jenson Button         | Williams-BMW       | 1:39.563 | +2.166 |
| 17     | 17 | Mika Salo             | Sauber-Petronas    | 1:39.591 | +2.194 |
| 18     | 14 | Jean Alesi            | Prost-Peugeot      | 1:40.065 | +2.668 |
| 19     | 15 | Nick Heidfeld         | Prost-Peugeot      | 1:40.148 | +2.751 |
| 20     | 16 | Pedro Diniz           | Sauber-Petronas    | 1:40.521 | +3.124 |
| 21     | 20 | Marc Gené             | Minardi-Fondmetal  | 1:40.662 | +3.265 |
| 22     | 21 | Gastón Mazzacane      | Minardi-Fondmetal  | 1:42.078 | +4.681 |
| Källa: |    |                       |                    |          |        |

### Lopp
| Pos.   | Nr. | Förare                | Konstruktör        | Varv | Tid/Bröt               | Grid | Poäng |
| ------ | --- | --------------------- | ------------------ | ---- | ---------------------- | ---- | ----- |
| 1      | 3   | Michael Schumacher    | Ferrari            | 56   | 1:35:54.235            | 1    | 10    |
| 2      | 2   | David Coulthard       | McLaren-Mercedes   | 56   | +0.732                 | 3    | 6     |
| 3      | 4   | Rubens Barrichello    | Ferrari            | 56   | +18.444                | 4    | 4     |
| 4      | 1   | Mika Häkkinen         | McLaren-Mercedes   | 56   | +35.269                | 2    | 3     |
| 5      | 22  | Jacques Villeneuve    | BAR-Honda          | 56   | +1:10.692              | 6    | 2     |
| 6      | 7   | Eddie Irvine          | Jaguar-Cosworth    | 56   | +1:12.568              | 7    | 1     |
| 7      | 12  | Alexander Wurz        | Benetton           | 56   | +1:29.314              | 5    |       |
| 8      | 17  | Mika Salo             | Sauber-Petronas    | 55   | +1 Varv                | 17   |       |
| 9      | 11  | Giancarlo Fisichella  | Benetton           | 55   | +1 Varv                | 13   |       |
| 10     | 19  | Jos Verstappen        | Arrows-Supertec    | 55   | +1 Varv                | 15   |       |
| 11     | 14  | Jean Alesi            | Prost-Peugeot      | 55   | +1 Varv                | 18   |       |
| 12     | 6   | Jarno Trulli          | Jordan-Mugen-Honda | 55   | +1 Varv                | 9    |       |
| 13     | 21  | Gastón Mazzacane      | Minardi-Fondmetal  | 50   | Motor                  | 22   |       |
| Bröt   | 8   | Johnny Herbert        | Jaguar-Cosworth    | 48   | Hjulupphängning/Olycka | 12   |       |
| Bröt   | 23  | Ricardo Zonta         | BAR-Honda          | 46   | Motor                  | 11   |       |
| Bröt   | 9   | Ralf Schumacher       | Williams-BMW       | 43   | Motor                  | 8    |       |
| Bröt   | 20  | Marc Gené             | Minardi-Fondmetal  | 36   | Hjul                   | 21   |       |
| Bröt   | 10  | Jenson Button         | Williams-BMW       | 18   | Motor                  | 16   |       |
| Bröt   | 5   | Heinz-Harald Frentzen | Jordan-Mugen-Honda | 7    | Elsystem               | 10   |       |
| Bröt   | 18  | Pedro de la Rosa      | Arrows-Supertec    | 0    | Kollision              | 14   |       |
| Bröt   | 15  | Nick Heidfeld         | Prost-Peugeot      | 0    | Kollision              | 19   |       |
| Bröt   | 16  | Pedro Diniz           | Sauber-Petronas    | 0    | Kollision              | 20   |       |
| Källa: |     |                       |                    |      |                        |      |       |

## VM-ställningen efter loppet
| Pos. | Förare             | Poäng |
| ---- | ------------------ | ----- |
| 1    | Michael Schumacher | 108   |
| 2    | Mika Häkkinen      | 89    |
| 3    | David Coulthard    | 73    |
| 4    | Rubens Barrichello | 62    |
| 5    | Ralf Schumacher    | 24    |

| Pos. | Konstruktör      | Poäng |
| ---- | ---------------- | ----- |
| 1    | Ferrari          | 170   |
| 2    | McLaren-Mercedes | 152   |
| 3    | Williams-BMW     | 36    |
| 4    | Benetton         | 20    |
| 5    | BAR-Honda        | 20    |

- Notering: Endast de fem bästa placeringarna i vardera mästerskap finns med på listorna.